# Wacław Lednicki
Wacław  Lednicki (ur. w 29 kwietnia 1891 w Moskwie, zm. 29 października 1967 w Nowym Jorku) – polski literaturoznawca i krytyk literacki, wolnomularz.

## Życiorys
Był synem znanego polskiego adwokata i polityka w Rosji, Aleksandra Lednickiego. Ukończył Gimnazjum Miedwiednikowa w Moskwie. 
Moskiewski dom Aleksandra i Marii Lednickich był na początku XX wieku wielkim polskim salonem politycznym. Wcześniej, pod koniec XIX wieku Aleksander kupił majątek i dwór w Katyniu, gdzie rodzina spędzała letnie miesiące. Jesienią 1911 roku (...) Wacław weźmie udział w rodzinnym polowaniu, które odbyło się w katyńskim majątku - dokładnie tam, gdzie dziś jest cmentarz wojenny.
Studiował na wydziale filologicznym Uniwersytetu Jagiellońskiego, następnie na Uniwersytecie Moskiewskim, gdzie specjalizował się w literaturze francuskiej. Po przewrocie bolszewickim (rewolucji październikowej) w Rosji przeniósł się do Polski, gdzie w 1922 otrzymał doktorat, a następnie w 1928 profesurę na UJ, prowadząc jedyną w Polsce katedrę literatury rosyjskiej. Wcześniej, w 1926, uzyskał habilitację na Uniwersytecie Stefana Batorego w Wilnie. Od 1926 wykładał na uniwersytecie w Brukseli, gdzie od 1932 roku na mocy porozumienia pomiędzy rządami polskim i belgijskim przez trzy miesiące w roku wykładał historię literatury słowiańskiej, zachowując katedrę w Krakowie. W latach 1933–1939 prezes Polskiego Towarzystwa dla Badań Europy Wschodniej i Bliskiego Wschodu. Od 1937 członek PAU.
Na początku 1940 roku wyjechał z okupowanego przez Niemców Krakowa do Brukseli, gdzie był nadal profesorem, a Belgia była wtedy krajem neutralnym. Po zaatakowaniu przez Niemcy Belgii i Francji 10 maja 1940, wyjechał z Brukseli przez Francję, Hiszpanię i Portugalię do USA, gdzie od połowy lat 30. mieszkała jego siostra, rzeźbiarka Maryla Lednicka-Szczytt. W latach 1940–1944 był profesorem literatury Uniwersytetu Harvarda, a w latach 1944-1962 Uniwersytetu Kalifornijskiego w Berkeley. Współzałożyciel Polskiego Instytutu Naukowego w Nowym Jorku. Członek założyciel Polskiego Towarzystwa Naukowego na Obczyźnie. W 1943 uczestnik V Kongresu Paneuropy w Nowym Jorku.
W okresie międzywojennym publikował m.in. w Wiadomościach Literackich, a po wojnie w londyńskich Wiadomościach. W pracy naukowej zajmował się m.in. badaniem twórczości A. Puszkina, a także związków literacko-kulturalnych między Polską i Rosją.
Pochowany w Nowym Jorku razem z siostrą Marylą Lednicką-Szczytt. Miał córkę Marię (żonę wieloletniego dyrektora SK Michałów Ignacego Jaworowskiego) i syna Jana. Polish Institute of Arts and Sciences of America przechowuje ofiarowane przez Jana Lednickiego archiwum Wacława Lednickiego, a od 1995 przyznaje nagrodę jego imienia w dziedzinie humanistyki (The Waclaw Lednicki Humanities Award). Księgozbiór profesora – wraz z książkami po ojcu – został zapisany w testamencie bibliotece krakowskiej rusycystyki.
W uznaniu wybitnych zasług dla studiów slawistycznych, znajomości literatury rosyjskiej, polskiej i francuskiej Wacław Lednicki był odznaczony i uhonorowany szeregiem wyróżnień. Między innymi był udekorowany: krzyżem Orderu Odrodzenia Polski, belgijskim Orderem Leopolda I. Uniwersytet Berkeley nadał mu w 1963 tytuł doktora honoris causa.
Jego grób symboliczny znajduje się w rodzinnym grobowcu na cmentarzu Powązkowskim w Warszawie (kw. 191–I–25/26/27).

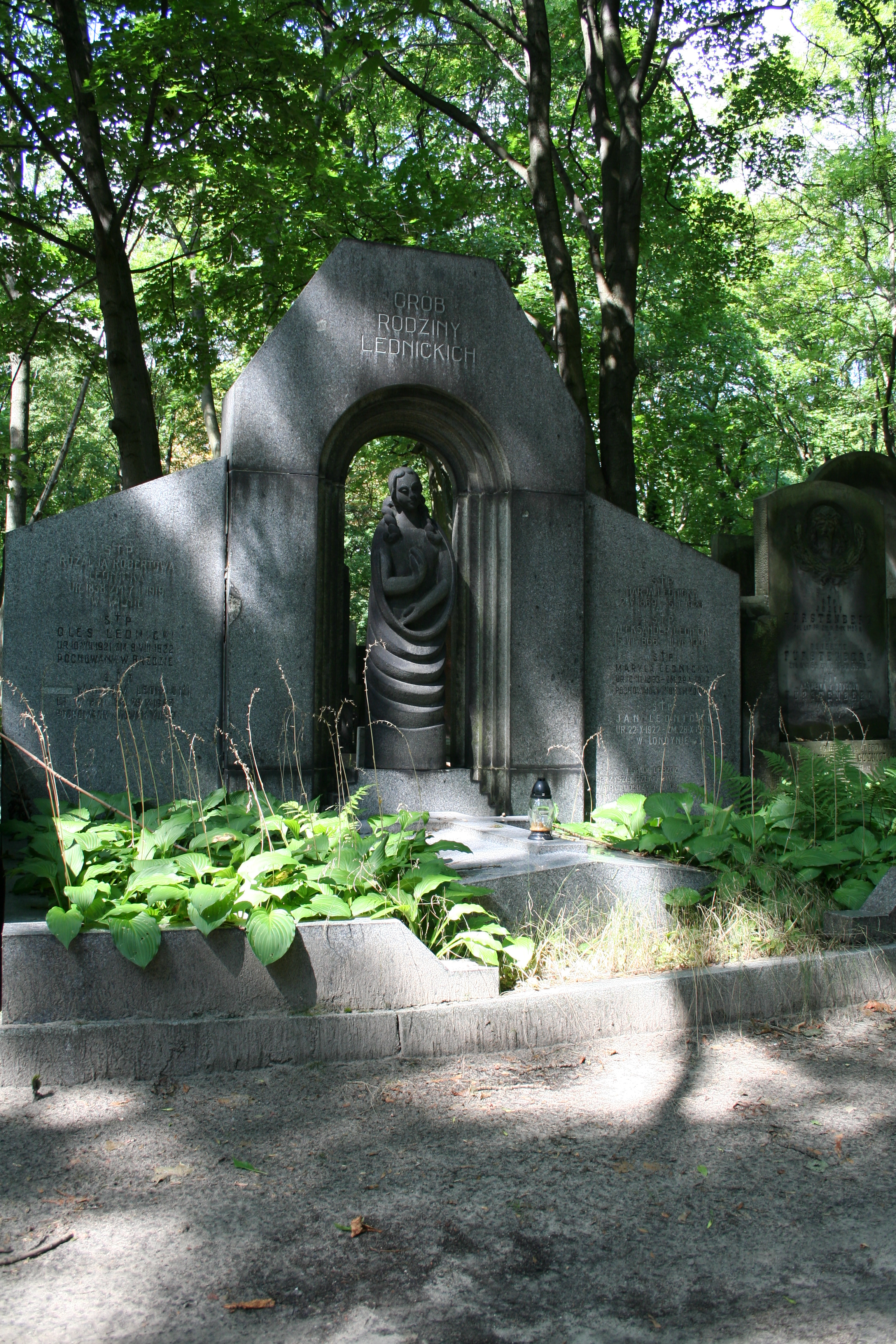
Grób Lednickich na warszawskim cmentarzu Powązkowskim

## Prace
- Aleksander Puszkin, Eugenjusz Oniegin. Romans wierszem, przekł. Leo Belmont, oprac., wstępem i przypisami zaopatrzył Wacław Lednicki (Biblioteka Narodowa. Seria 2, nr 35; Kraków 1925)
- Aleksander Puszkin. Studja (Kraków 1926)
- Pouchkine et la Pologne. A propos de la trilogie antipolonaise de Pouchkine (Paris 1928)
- Przyjaciele Moskale (Kraków – Warszawa 1935)
- Quelques aspects du nationalisme et du christianisme chez Tolstoï (Les variations tolstoïennes à l'égard de la Pologne) (Cracovie 1935)
- Puszkin. Puszkin, wyprowadzony w pole...śmierci, Puszkin a my (Kraków – Warszawa 1938)
- Poland and the World (1943)
- Russian-Polish Cultural Relations (1944)
- Life and Culture of Poland (Roy Publishers, Nowy Jork, 1944)
- Henryk Sienkiewicz (1948)
- Russia, Poland and the West (1954)
- Pushkin's «Bronze Horseman» (1955)
- Pamiętniki (tom 1, Londyn 1963, tom 2, Londyn 1967, Wyd. B. Świderski)
- Tolstoy Between War and Peace (1965)
- Redaktor tomu Adam Mickiewicz in World Literature (1955), w którym zamieszczono jego artykuł „Adam Mickiewicz's Stay in Russia”.